# Луїза, герцогиня Аргайльська
Луїза, герцогиня Аргайльська (англ. Louise of the United Kingdom); 18 березня 1848, Лондон — 3 грудня 1939, Лондон) — четверта донька британської королеви Вікторії і її чоловіка Альберта Саксен-Кобург-Готського; у шлюбі — герцогиня Аргайл. Скульпторка, художниця та феміністка. 

## Біографія

#### Дитинство
Луїза народилася 18 березня 1848 року в Букінгемському палаці в Лондоні в сім'ї британської королеви Вікторії і її чоловіка принца Альберта. Луїза була четвертою дочкою і шостою дитиною з дев'яти дітей королівської родини. Народження дівчинки збіглося з періодом революцій, що спонукало королеву відзначити, що Луїза повинна бути «чимось специфічним». Крім того, шості пологи королеви стали першими, коли Вікторії знадобилося використання хлороформу для анестезії. 
Дівчинка була хрещена архієпископом Кентерберійським Джоном Самнером у приватній каплиці Букінгемського палацу 13 травня 1848 року. Названа на честь бабусі по батькові Луїзи Саксен-Гота-Альтенбурзької, Кароліною — на честь хресної Августи Кароліни Кембриджської, а Альбертіною — на честь батька. 
Луїза провела раннє дитинство в товаристві батьків, братів і сестер, подорожуючи між королівськими резиденціями Великої Британії. Освіту дівчинка отримувала за програмою, складеною принцом Альбертом і його близьким другом і радником бароном Стокмаром. Під керівництвом Стокмара Луїза отримувала практичні знання, такі як ведення домашнього господарства і деревообробка. Дівчинка також вивчала мови. Вікторія і Альберт виступали за монархію, засновану на сімейних цінностях, тому у Луїзи і її братів і сестер повсякденний гардероб складався з одягу для середнього класу. Спали діти в бідно обставлених, мало опалюваних спальнях. З раннього дитинства Луїза була талановитою і розумною; зокрема, у неї були здібності до малювання, які швидко знайшли визнання. Принцеса не могла стати професійною художницею. Незважаючи на це, королева дозволила дочці вчитися в художній школі під керівництвом скульптора Мері Торнікрофт, а в 1863 році — в Королівському коледжі мистецтв у Південному Кенсінгтоні. У Луїзи також були здібності до хореографії. 

### Смерть принца Альберта
Тепла сімейна атмосфера королівського двору зникла в 1861 році. Королева Вікторія і весь двір увійшли в період інтенсивної жалоби. 16 березня померла мати королеви — Вікторія, герцогиня-вдова Кентська. Королева була зломлена горем. У грудні сім'ю очікував новий удар: 14 грудня в Віндзорському замку помер принц Альберт. Двір занурився в траур, а королівська сім'я за наказом Вікторії відбула в резиденцію Осборн-хаус. Атмосфера королівського двору стала похмурою. Луїза втомилася від жалоби матері. На свій 17-й день народження в 1865 році Луїза попросила відкрити для дебютанток бальний зал, Вікторія відмовила дочці. Луїза стала подорожувати між резиденціями, чим дратувала матір, яка вважала принцесу нескромною.

### Шлюб
До шлюбу Луїза була неофіційною секретаркою матері. Питання про шлюб Луїзи обговорювалося в кінці 1860-х. Кандидатами в чоловіки стали принци з королівських будинків Пруссії і Данії. Вікторія хотіла влити нову кров у сім'ю і тому вирішила вибрати дочці в чоловіки представника британської вищої знаті. Незважаючи на протидію з боку інших членів сім'ї, Луїза закохалася в Джона, маркіза Лорна, спадкоємця герцога Аргайла. Заручини Луїзи з Джоном Кемпбеллом відбулися 3 жовтня 1870 року в замку Балморал в присутності лорда-канцлера барона Хатерлі і фрейліни королеви Вікторії маркізи Або. Пізніше в той же день Луїза повернулася додому і оголосила королеві, що Лорн «говорив про свою відданість» до Луїзи, і вона прийняла його пропозицію зі знанням, що королева схвалить це. З нагоди заручин королева піднесла як пам'ятний подарунок леді Або гранітний браслет з фотографією Луїзи всередині. Весільна церемонія пройшла в капелі Святого Георгія Віндзорського замку 21 березня 1871 року. Спочатку Луїза була щаслива в шлюбі, проте пізніше подружжя стало віддалятися одне від одного. Луїза була скульпторкою і художницею. Скульптури, створені нею, збереглися до наших днів. 
Була затятою прихильницею феміністського руху, листувалася з Жозефіною Батлер і зустрічалася з Елізабет Гаррет.

### В Канаді

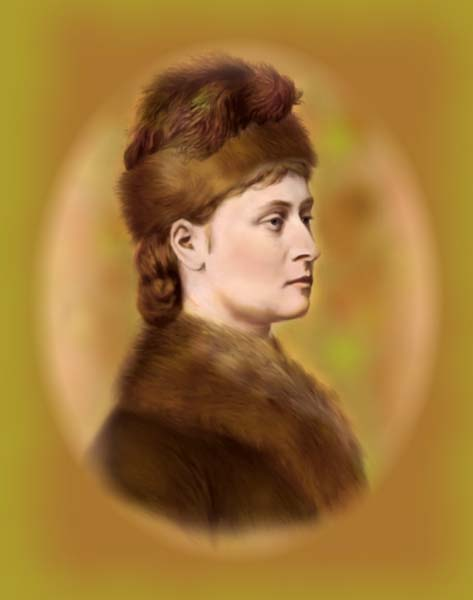
Принцеса Луїза в Канаді, 1880-і роки

У 1878 році за підтримки королеви Вікторії прем'єр-міністр Дізраелі призначив чоловіка Луїзи на пост генерал-губернатора Канади. 15 листопада подружжя покинуло Ліверпуль. 25 листопада прибули в Галіфакс для інавгурації. Луїза стала першою королівською особою, яка мешкала в Рідо-хол — офіційній резиденції генерал-губернатора в Оттаві. Луїза і її чоловік заснували Королівську канадську академію мистецтв і з задоволенням відвідували Торонто і Квебек, де облаштували літній будинок. Луїза протегувала кільком Монреальським організаціям: Асоціації жіночої освіти, Товариству захисту імміграції жінок, Товариству декоративного мистецтва і Художній асоціації. 
Луїза разом з чоловіком повернулася до Великої Британії 27 жовтня 1883 року. За наказом королеви для них були підготовлені апартаменти в Кенсингтонському палаці, який став офіційною резиденцією пари і які Луїза зберегла за собою до своєї смерті. Лорн відновив свою політичну кар'єру, спробував зайняти місце в парламенті від округу Гемпстед у 1885 році. Це йому вдалося через 11 років, маркіз увійшов до парламенту як член ліберальної партії від округу Західний Манчестер.

## Останні роки

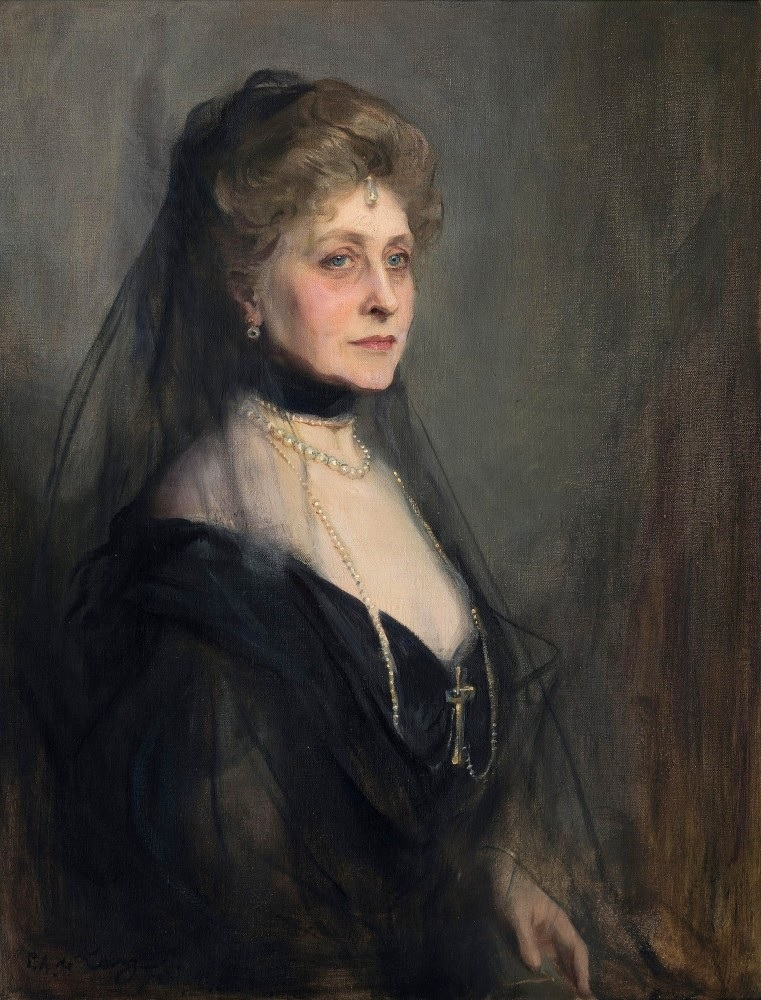
Портрет Луїзи роботи Філіпа де Ласло, близько 1915 року

Після смерті королеви Вікторії Луїза увійшла в найближче оточення нового короля — Едуарда VII, з яким у принцеси було багато спільного. Луїза займалася скульптурою і в 1902 році стала автором меморіалу колоніальним солдатам, які загинули в другій Англо-бурській війні. За пропозицією художника Вільяма Блейка Річмонда вона почала освоювати мистецтво ню. Велику частину часу Луїза стала проводити в Кент-хаус; вона також часто відвідувала Шотландію разом з чоловіком. Коли Джон став герцогом, у сім'ї стали з'являтися фінансові труднощі, і Луїза з метою економії уникала запрошувати свого брата короля в сімейний маєток Аргайл в Інверері. Здоров'я герцога поступово погіршувалося. З 1911 року він став страждати деменцією, і Луїза самовіддано доглядала за чоловіком. У цей період Луїза зблизилася з ним, як ніколи раніше, намагалася не розлучатися ні на мить. Весною 1914 року Луїза змушена була вирушити у справах в Кенсінгтон, в той час як чоловік залишився на острові Уайт. Аргайл захворів двобічною пневмонією. Луїза була викликана з Кенсінгтона 28 квітня 1914 року, а вже 2 травня він помер. 
Після смерті чоловіка у Луїзи стався нервовий зрив; вона страждала від самотності. У 1918 році Луїза стала поступово віддалятися від публічних обов'язків за межами Кенсингтонського палацу, де вона померла вранці 3 грудня 1939 року в віці 91 року, 8 місяців і 15 днів — в тому ж віці в 1942 році помер її молодший брат Артур. У своїй останній волі Луїза вказала, що якщо помре в Шотландії, то її слід поховати поруч з чоловіком в мавзолеї Кемпбеллів. А якщо вона помре в Англії, то її слід поховати поруч з батьками у Фрогморі. Після похорону тіло принцеси кремоване 8 грудня у крематорії Голдерс-Грін. 12 грудня прах Луїзи похований у королівській усипальниці капели Святого Георгія у Віндзорі в присутності членів королівської сім'ї, а також членів сім'ї її чоловіка. 13 березня наступного року був перенесений на територію Фрогморского комплексу.

## Пам'ять
- Ім'я Луїзи носять чотири канадських полки: Аргайльскі і Сазерлендські горяни Канади (принцеси Луїзи) в Гамільтоні, Онтаріо; 4-й полк драгунів принцеси Луїзи в Оттаві, Онтаріо (неактивні з 1965 року); 8-й полк канадських гусарів (принцеси Луїзи) в Монктоні, Нью-Брансвік; полк Стрільців принцеси Луїзи в Галіфаксі, Нова Шотландія. Луїза також була патроном трьох канадських (Аргайльскі і Сазерлендські горяни Канади (принцеси Луїзи), Стрілки принцеси Луїзи і 4-й полк драгунів принцеси Луїзи) і одного шотландського полку.
- На честь Луїзи в Канаді була названа провінція Альберта; спочатку провінцію планувалося назвати «провінція Луїзи», проте принцеса наполягла на тому, щоб використовувалося її третє ім'я, таким чином вона вшанувала пам'ять батька. Також в честь принцеси були названі гора Альберта і озеро Луїз.
- На честь принцеси був названий військовий госпіталь в Шотландії — Шотландський госпіталь принцеси Луїзи для моряків і солдатів, які втратили кінцівки; госпіталь був відкритий 10 жовтня 1916 року, і Луїза стала його патронесою. З 1871 року принцеса була почесним президентом Жіночої освітньої спілки і в 1872—1939 роках — патроном Траста денних шкіл для дівчаток.
- Луїза була найталановитішою донькою Вікторії: крім танців, гри на фортепіано і акторської майстерності, принцеса була успішною художницею і скульпторкою. Серед її скульптурних робіт були бюсти членів королівської сім'ї (Беатриси, Леопольда, Артура, королеви Вікторії і самої Луїзи), статуї королеви Вікторії в Кенсінгтоні і в Королівському коледжі Вікторії в Монреалі, меморіал колоніальним солдатам, загиблим у другій Англо-бурської війни і пам'ятник її зятю Генріху Баттенбергу.

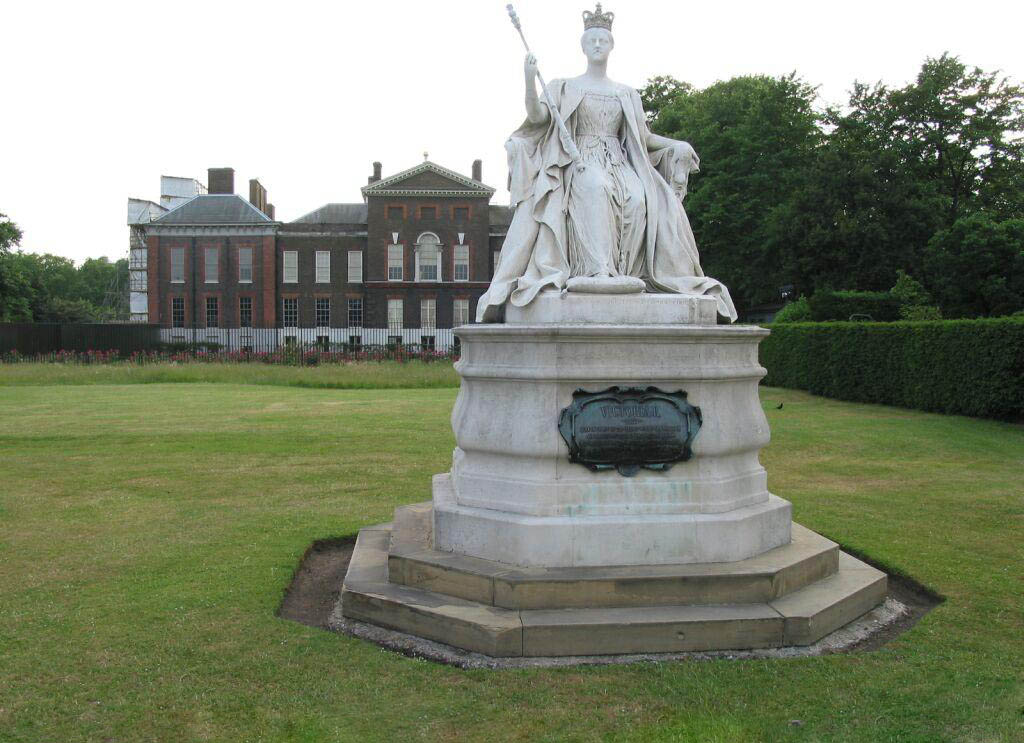
Статуя королеви Вікторії в коронаційному вбранні в Кенсінгтоні роботи принцеси Луїзи

## Титули
- 18 березня 1848 — 21 березня 1871:  Її Королівська високість принцеса Луїза Кароліна Альберта Великобританська
- 21 березня 1871 — 24 квітня 1900:  Її Королівська високість принцеса Луїза, маркіза Лорн
- 24 квітня 1900 — 3 грудня 1939:  Її Королівська високість принцеса Луїза, герцогиня Аргайл

## Нагороди
- 21 січня 1865 року Луїза стала Дамою Королівського ордену Вікторії і Альберта I класу
- 1 січня 1878 року Луїза разом з іншими членами родини стала кавалером Ордену Індійської корони
- 7 серпня 1885 року принцеса стала кавалером Королівського Червоного хреста
- 10 лютого 1904 року Луїза стала кавалером Королівського сімейного ордену короля Едуарда VII другого класу
- 3 червня 1911 року принцеса стала кавалером Королівського сімейного ордену короля Георга другого класу
- 3 червня 1918 року Луїза стала Дамою Великого Хреста Ордену Британської імперії
- 12 червня 1927 року принцеса стала Дамою Великого Хреста Ордену Святого Іоанна
- 11 травня 1937 року Луїза стала Дамою Великого Хреста Королівського Вікторіанського ордену

## Герб

Герб принцеси Луїзи

У 1858 році Луїзі і трьом її сестрам надали право користування британським королівським гербом з додаванням герба Саксонії, який представляв батька принцеси — принца Альберта. Щит був обтяжений срібними титлами з трьома зубцями, що символізувало те, що вона є дочкою монарха; на середньому зубці — троянда зі срібною серцевиною і зеленими листками, на крайніх зубцях — у першій чверті червлене поле для відмінності її від інших членів королівської сім'ї.